# Астурски език
Астурският език (на астурски: asturianu или bable) е астуро-леонски език, говорен в западната част на Испания, част от няколко взаимно разбираеми западноромански диалекта, говорени и в Испания и Португалия. Лингвистично астуро-леонските диалекти се класифицират като диалекти на един език, но по политически причини се говори за три езика: астурски в испанската автономна област Астурия, леонски в западните части на провинциите Леон, Самора и Саламанка и мирандски (mirandés, в червено на картата вдясно) в селищата около граничния град Миранда ду Доуру в източната част на окръг Браганса, Потугалия. Астуро-леонските езици са класифицирани от ЮНЕСКО като застрашени.

## Диалекти и обхват
Астурският се говори предимно в автономната област Астурия (освен в най-западните части, където се говори еонавски), но също така и в северната част на Кастилия и Леон. Езикът има три основни диалекта, разделени вертикално от север на юг от Астурия до Португалия. Трите диалекта са:
- Западен (във виолетово на картата вдясно): по-близо до галисийски отколкото до кастилски (леонски и западноастурски)
- Централен (в тъмносиньо на картата вдясно): с най-голям брой говорещи (централноастурски)
- Източен (в светлосиньо на картата вдясно): по-близо до кастилски (източноастурски)

Взаимната разбираемост на трите диалекта е добра. Най-много голям брой говорещи има централният астурски, който служи за основа на нормирания астурски език от Академията за астурски език.

## Статут и законодателна рамка
От 1974 година са положени много усилия за запазване и разпространение на астурския език. В 1981 година астурският език или бабле е признат официално за сфера, нуждаеща се от защита от централното правителство. В 1994 година астурският е пръв език на 100 000 души и втори на 450 000 души способни да говорят и разбират астурски. Със закон на автономната област от 23 март 1998 година астурският/бабле е обявен за „традиционен език“ в Астурия:
| „ | Бабле/астурският, като традиционен език на Астурия, се радва на защита. Княжество Астурия ще подкрепя употребата му, разпространението му и обучението на него. | “ |

В края на 20 век Академията за астурски език полага всички усилия за запазване на езика, осигурявайки най-важните инструменти на един език, за да може да оцелее: граматика, речник и периодика. Ново поколение астурски писатели също подкрепят езика. Тези развития дават надежда за оцеляването на езика.

## Примерни текстове
Примерен текст на мирандски език е следният текст, написан от Амадеу Ферейра, публикуван в португалския вестник „Публико“ на 24 юли 2007 година и съпоставен с астурския и леонския.
| Мирандски: | Леонски: | Астурски: |
| Muitas lhénguas ténen proua de ls sous pergaminos antigos, de la lhiteratura screbida hai cientos d'anhos i de scritores hai muito afamados, hoije bandeiras dessas lhénguas. Mas outras hai que nun puoden tener proua de nada desso, cumo ye l causo de la lhéngua mirandesa. | Muitas llinguas tien arguyu de los sous pergaminos antiguos, de la lliteratura escrita van cientos d'annos y d'escritores bien famosos; guei bandeiras d'eisas llinguas. Peru hai outras que nun pueden tener arguyu de nada d'eisu, cumu ye'l casu de la llingua mirandesa. | Munches llingües tienen arguyu de los sos pergaminos antiguos, de la lliteratura escrita hai cientos d'años y d'escritores enforma famosos, güei banderes d'eses llingües. Pero hai otres que nun pueden tener arguyu de nada d'eso, como ye'l casu de la llingua mirandesa. |